# Церква святителя Миколая Чудотворця (Борсуки)
Церква святителя Миколая Чудотворця в Борсуках — парафія і храм Лановецького благочиння Тернопільської єпархії Православної церкви України в селі Борсуки Кременецького району Тернопільської области.
Оголошена пам'яткою архітектури місцевого значення (охоронний номер 1614).

## Історія церкви
Перший храм був збудований у 1714 році з каменю, з трьома куполами. Біля нього було кладовище. У 1774 році збудували нову, дерев'яну церкву з такою ж дзвіницею.
У 1863 році оновили іконостас, придбали нове Євангеліє, дарохранильницю, купіль та водосвятну чашу.
У 1868 році збудували каплицю на честь князя Олександра Невського. За радянських часів її перевезли на цвинтар, де вона знаходиться донині.
У 1884 році за кошти парафіян і графа Ревуцького розпочали будівництво нового храму. У 1892 році храм освятив Філарет Гутовський. Стару церкву розібрали, а на її місці встановили дерев'яний хрест.
У 1993 році на місці старої каплиці збудували нову.

## Парохи
- о. Федір Щитковський,
- о. Антоній Кайлич,
- о. Іоан Читинський,
- о. Федір Янушевич,
- о. Федір Шумовський,
- о. Філарет Гутовський,
- о. Онисим Балковський,
- о. Павло Магдич,
- о. Володимир Зілітінкевич,
- о. Бенедикт Станкевич,
- о. Іван Огороднік (1980—2004),
- о. Олександр Копійковський (з 2004).